# Begonia stichochaete
Begonia stichochaete là một loài thực vật có hoa trong họ Thu hải đường. Loài này được K.G.Pearce mô tả khoa học đầu tiên năm 2003.